# Aparício Mariense da Silva
Aparício Mariense da Silva (São Borja, 30 de maio de 1856 — 4 de maio de 1910) foi um político brasileiro.
O coronel Aparício Mariense da Silva, filho de Manuel Francisco da Silva Duduca e Francisca Alves da Silva, nasceu em São Borja no dia 30 de maio de 1856, na Estância do Retiro, onde passou os primeiros anos de sua infância junto aos seus pais e aos irmãos Álvaro e Ecilda.
Em 1865, com apenas nove anos, viu o solo pátrio agredido pela invasão Paraguaia.
Aos dezenove anos casou-se com Maria Luisa Dornelles, filha do casal Major Serafim e Dona Umbelina Dornelles, com quem teve seus doze filhos.
Estudou no Colégio Gomes, em Porto Alegre. Aos 18 anos aderiu à propaganda republicana, ligando-se ao grupo de Francisco Gonçalves Miranda. Em 1881 fundou o Clube 7 de Abril e no mesmo ano foi eleito vice-presidente do Clube Republicano São-Borjense.
Foi eleito  deputado estadual, à 21ª Legislatura da Assembleia Legislativa do Rio Grande do Sul, de 1891 a 1895.
Em 1900 foi eleito intendente municipal de São Borja, reeleito em 1904.